# Андріївка (Бериславський район)
Андрі́ївка — село в Україні, у Калинівській селищній громаді Бериславського району Херсонської області. Населення становить 168 осіб.

## Населення

### Мовний склад
Рідна мова населення за даними перепису 2001 року:
| Мова       | Чисельність, осіб | Доля     |
| ---------- | ----------------- | -------- |
| Українська | 153               | 91,07 %  |
| Російська  | 13                | 7,74 %   |
| Інше       | 2                 | 1,19 %   |
| Разом      | 168               | 100,00 % |

## Історія
Село засноване у 1790 році. У 1859 році тут мешкало 87 осіб, нараховувалось 12 дворів.
12 червня 2020 року, відповідно до Розпорядження Кабінету Міністрів України від № 726-р «Про визначення адміністративних центрів та затвердження територій територіальних громад Херсонської області», увійшло до складу  Калинівської селищної громади.
19 липня 2020 року, в результаті адміністративно-територіальної реформи та ліквідації  Високопільського району, увійшло до складу Бериславського району.

### Російське вторгнення в Україну (з 2022)
27 липня 2022 року Збройні сили України повідомили про звільнення та зачищення Андріївки від російських окупантів.